# Lars Terpager
 Lars Terpager (28. februar 1684 – 22. marts 1772) var en dansk præst og historiker.

## Biografi
Lars Terpager var søn af præsten Peder Terpager og blev født i Ribe. Han blev student fra Ribe Skole 1702 og fik straks Kommunitetet, i det han blev "Exercitiarius" ved den vældige disputator magister Hans Beens bord. Året efter kom han ind på Borchs Kollegium og boede her i 5 år. I sine disputatser ved kollegiet behandlede han emner af den kirkelige og nordiske arkæologi. 1706 tog han attestats. 1708 rejste han udenlands. Over Hamburg, hvor han var gæst hos den berømte dr. Johann Albert Fabricius, drog han til Utrecht for at studere under Hadrian Reland. Under hans ophold her blev det ham af daværende professor, stiftsprovst Christen Worm, tilbudt at blive huslærer for gehejmeråd Niels Krags ældste søn. Ved slutningen af 1708 rejste han derfor tilbage til København og tiltrådte denne plads. 
3 år opholdt han sig i sin elevs hjem og drog derefter i 1711 til udlandet med ham som hans hovmester. Gennem Tyskland drog Terpager på ny til Utrecht. Her holdtes på den tid den store Fredskongres, hvorved der blev lejlighed til at lære adskillige af tidens berømtheder at kende. Fra Utrecht gjordes en afstikker til krigsskuepladsen i Brabant. Derefter gik rejsen mod slutningen af 1712 over Utrecht til London. Her modtoges budskabet om gehejmeråd Krags død i februar 1713. Opholdet i udlandet blev derved brat afbrudt. I Tønning fik de hjemvendende lejlighed til at få audiens hos kong Frederik 4. Den unge Krag døde imidlertid i København året efter hjemkomsten.
Terpager boede nu i bispegården i København hos sin velynder biskop Christen Worm indtil 1720, da hans afdøde elevs moder (søhelten Niels Juels datter) kaldte ham til sognepræst i Mern (ved Præstø), hvor han derefter virkede i henved 52 år til sin død. Han blev herredsprovst 1730, men nedlagde på grund af sin høje alder provsteembedet 1766. Året efter, at han var bleven præst, ægtede han Anna Schytz (født 13. april 1698 i Hjembæk, død 1. august 1746), præstedatter fra Snesere. 
Ved en ulykkelig ildebrand i februar 1727 mistede han næsten alt det, han ejede, og hans store, trykte og utrykte, samlinger blev et rov for luerne. Terpager var nemlig en præst af betydelig lærdom og var fra tidlig ungdom en stor elsker af danske oldsager. Både her hjemme og i udlandet havde han beriget sine samlinger. Blandt andet lykkedes det ham i Utrecht at erhverve en stor del håndskrifter henhørende til dansk historie og efterladte af Marcus Meibom.
Heldigvis henlå nogle af disse sager hos Terpagers fader i Ribe og undslap således ildebranden i Mern. Det meste af disse sørgelige rester skænkede han til Det kongelige danske Selskab for Fædrelandets Historie, hvorfor han 1748 optoges som medlem i selskabet.